# 안심클릭
안심클릭이란 한국의 전자상거래 본인 인증을 위한 서비스이다. KG이니시스에서 개발하였으며 현대카드, 삼성카드, 신한카드 등의 카드사에서 채택했다.
온라인 결제시 각 카드사의 안심클릭 페이지가 나타나면, 카드번호, 안심클릭 비밀번호, CVC 코드를 입력하여 결제한다. 단, 30만 원 이상 결제시에는 공인인증서가 필요하다.
다른 인증 서비스로는 ISP 안전결제가 있으며, BC카드, KB국민카드, 우리카드 등의 카드사에서 사용한다.

## 같이 보기
- 대한민국의 웹 호환성 문제
- 오픈뱅킹
- 오픈 인터넷쇼핑
- 오픈웹
  - 김기창 (법학자)
- 액티브X
- 크로스 플랫폼
- 모질라 파이어폭스
- 구글 크롬
- 리눅스
  - 우분투
- 맥 OS
- 모바일 뱅킹
  - 안드로이드
  - iOS